# バーフマチ
バーフマチ(ウクライナ語:Бахмач)は、ウクライナの都市である。北ウクライナのチェルニーヒウ州バーフマチ地区の地区中心となっている。

## 概要

### 歴史
バーフマチの町の基礎は、1147年に誕生した。その後、クールスク・キエフ鉄道やリュバーヴォ・ロームヌィ鉄道の建設された1860年代から1870年代にかけて、労働者の居住区として発展を遂げた。
ロシア革命後の1917年7月、バーフマチはロシアの臨時政府によって正式にウクライナ人民共和国領であることが認められ、その後、同共和国は独立を果たした。しかし、バーフマチが同共和国領に長く留まることはなかった。ボリシェヴィキの侵攻によって開始されたウクライナ・ソヴィエト戦争中の1918年1月には、町に侵入したボリシェヴィキの赤軍により占領を受けた。同年3月には、この町においてウクライナ人民共和国を支援するドイツ帝国の軍隊と白系チェコ軍団との間で戦闘が行われた。これらの戦闘が特にバーフマチの戦いと呼ばれている。1919年1月には、赤軍とウクライナ人民共和国軍黒海師団との間で戦闘が行われた。
1938年10月15日に市制が敷かれた。
現代、人口は他の多くの地方都市と同様に減少傾向にあり、2005年1月1日現在で20300 人であったものが翌2006年には19400 人にまで減少している。

### 文化施設
バーフマチには、郷土歴史地理博物館と8つの図書館、中央地区政府舎、3つの健康センター、鉄道員文化クラブ、地区中央病院、市文化庁舎、児童・生徒用の寄宿舎などがある。また、よく知られた鉄道員の子供のための休息公園もある。

### 交通
バーフマチ・キエフ駅とバーフマチ旅客駅の二つの鉄道駅を持つ。